# 로레토아프루티노
로레토아프루티노(이탈리아어: Loreto Aprutino)는 이탈리아 아브루초주 페스카라도에 위치한 코무네다.

## 역사
마을 근처 지역에서 중요한 로마시대 이전의 정착지와 네크로폴리스가 존재하였다. 베스티니족(Vestini)이 동맹시 전쟁에서 로마군에게 패했고, 마을 주변에 카스텔룸이 설치되었고, 이 지역에서 월계수(Laurus)가 많이 자랐기 때문에 라우렌툼(Laurentum)이라 불렀다. 로마제국이 멸망하고나서, 이 지역은 노르만 백작의 지배를 받았다. 오늘날의 말은은 성 주위로 성장하였고 베네딕도회 성당이 11세기에 지어졌다. 13세기에는 랑고바르드 귀족인 다퀴노(d'Aquino) 가문이 마을의 통치자가 되었고, 비록 증거는 희미하지만, 한때 로레토에 거주민들 사이에서 톰마소 다퀴노의 전설이 되기도 하였다.